# آنتونوف -۷۴
آنتونوف ای‌ان-۷۴ (به انگلیسی: Antonov An-74) یک هواپیمای ساخت کارخانهٔ آنتونوف در کشور اتحاد جماهیر سوسیالیستی شوروی است که در سال ۱۹۸۶ ساخته شد. نخستین استفاده‌کنندهٔ این هواپیما نیروی هوایی روسیه بوده است. این هواپیما در ۱ نوامبر ۱۹۸۳ میلادی نخستین پرواز خود را انجام داد.